# Берлинские часы

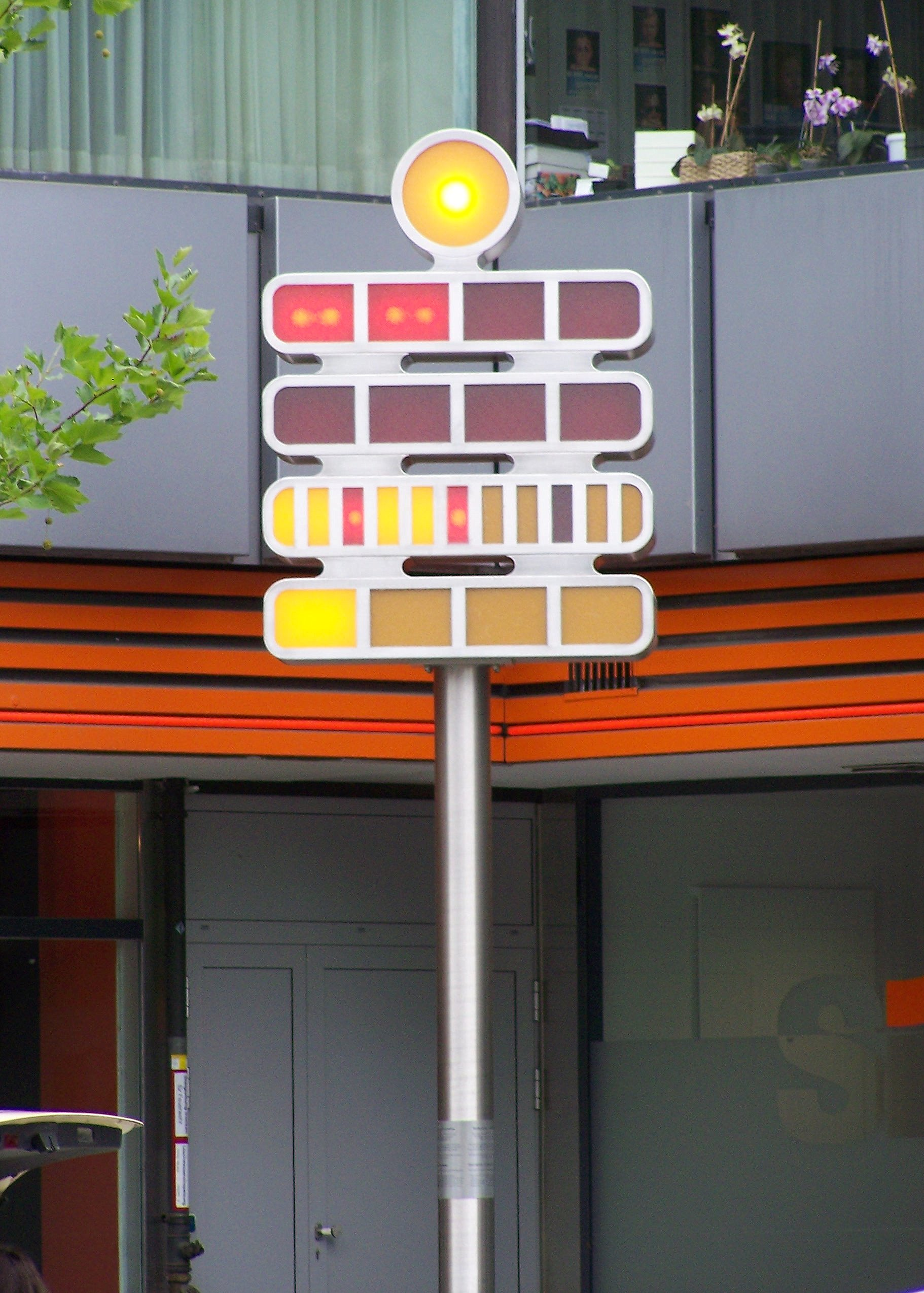
Часы показывают 10:31

Берлинские часы (нем. Berlin-Uhr), также часы теории множеств (нем. Mengenlehreuhr) ― часы, разработанные в 1975 году изобретателем Дитером Биннингером (1938—1991) по поручению Сената Берлина. Это первые в мире часы, показывающие время с помощью нескольких светящихся ламп.

## История

### Первоначальная установка

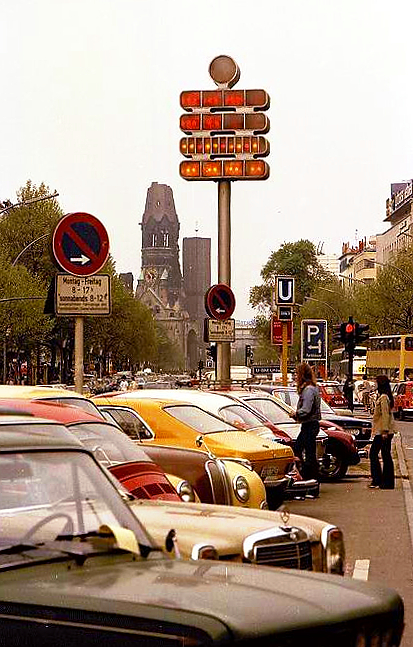
Часы на прежнем месте

Часы общей высотой семь метров (включая столб, на котором они установлены), были занесены в книгу рекордов Гиннесса за свою уникальность. Они были первоначально установлены на углу Курфюрстендамм и Уландштрассе 17 июня 1975 года.
Чтобы обеспечить хорошую работу часов с течением времени, потребовались сотни замен ламп. Это потребовало большого объёма технического обслуживания и затрат около 5000 евро в год. Предусмотрев это, Биннингер начал разработку долговечной лампы, но в 1991 году он погиб в авиакатастрофе, не успев закончить работу.

### Восстановление часов
Поскольку никто не хотел брать на себя дальнейшие расходы, в 1995 году часы вышли из эксплуатации. Затем по инициативе некоторых местных торговцев часы были перенесены на Будапештштрассе недалеко от Европа-центра. При первоначальной установке время отображалось с обеих сторон, после перемещения одна сторона часов отключилась.
В семидесятые годы, когда цифровые часы ещё не получили широкого распространения, в Германии фирмой Berlin-Uhr GmbH выпускались настенные часы по типу Берлинских. Эта фирма принадлежала самому Биннингеру.
После смерти Биннингера производство этих часов приняла на себя компания Kindermann. Продажа и ремонт таких часов продолжались до 2002 года.

## Принцип отображения времени
Часы состоят из 24 ламп:

Отображение времени от 16:50 до 17:05

- Одна круглая мигающая жёлтая лампа. Находится вверху часов и обозначает секунды.
- Два верхних ряда, в каждом из них по 4 лампы.
- Два нижних ряда. В первом находятся 11 ламп, во втором ― 4.

Часы читаются от верхнего ряда к нижнему. В верхнем ряду каждая из четырёх красных ламп обозначает пять полных часов. Второй ряд также состоит из четырёх красных лампочек, каждая из которых обозначает один полный час. Таким образом, время отображается в 24-часовом формате (4x5 + 4x1 = 24).
Третий ряд состоит из восьми желтых и трёх красных ламп, каждая из которых обозначает пять полных минут (красные поля отображают значения в 15, 30 и 45 минут). Нижний ряд содержит ещё четыре жёлтые лампы, каждая из них обозначает одну полную минуту.
Круглая жёлтая лампа вверху часов мигает, обозначая нечетные (если горит) или четные (если не горит) секунды.
Если взять в качестве примера фото часов вверху статьи, то в первом ряду горят два поля (пять часов умножить на два, то есть десять часов), а во втором ряду поля не горят; поэтому значение часов равно 10. В третьем ряду горят шесть полей (пять минут умножить на шесть, то есть тридцать минут), а в нижнем ряду горит одно поле (плюс одна минута). Следовательно, часы показывают 10:31.